# Centrale nucleare di Jaitapur
La centrale nucleare di Jaitapur è una centrale nucleare indiana situata presso la città di Jaitapur, nello stato di Maharashtra. La centrale è attualmente in progettazione, sono previsti 6 reattori EPR da 9600 MW complessivi, che ne farebbero la prima centrale dotata di reattori EPR in india.
L'inizio della costruzione dei primi due reattori è pianificata per il 2012, quella dei reattori 3 e 4 per il 2017, per gli ultimi due reattori non è ancora prevista alcuna data di inizio lavori.